# التصنيفات الدولية لكولومبيا
هذه قائمة التصنيفات الدولية لكولومبيا.

## الجريمة والسلامة
اعتبارًا من عام 2023، ينصح تقرير الأمن القومي الصادر عن مركز الأمن الكولومبي الأمريكي المسافرين بإعادة النظر في زيارة كولومبيا بسبب ارتفاع نسبة الجريمة والإرهاب. ويقيّم التقرير بوغوتا موقعَ تهديدٍ حرج وكارتاخينا موقعَ تهديدٍ عالٍ. 

## التركيبة السكانية
- من حيث عدد السكان المهاجرون|المهاجرين، تحتل كولومبيا المرتبة 112
- من حيث عدد السكان، تحتل كولومبيا المرتبة 27

## الاقتصاد

نمو الناتج المحلي الإجمالي الكولومبي 2001-2007

- قائمة الدول حسب الناتج المحلي الإجمالي ( البنك الدولي ): الاقتصاد رقم 44 من حيث الحجم في العالم (2022) [2]

## البيئة
- مؤشر السعادة العالمي ( مؤسسة الاقتصاد الجديد ): الثالث (2012، [3] 2016، [4] 2019 [5] )

## الصحة
- قائمة الدول حسب متوسط العمر المتوقع ( كتاب حقائق العالم ): أطول عمر متوقع في العالم بمتوسط عمر متوقع يبلغ 74.9 سنة (2023) [6]

## التنمية البشرية
- قائمة الدول حسب مؤشر التنمية البشرية ( برنامج الأمم المتحدة الإنمائي ): المرتبة 88 من حيث أعلى مؤشر للتنمية البشرية في العالم (2021) [7]

## السياسة
- مؤشر الدول الفاشلة ( صندوق السلام ): المرتبة 59 (2023)، [8] المرتبة 67 من أصل 178 (2016)، [9] المرتبة 46 (2010) [10]
- مؤشر مدركات الفساد ( منظمة الشفافية الدولية ): 87 (2023)، [11] [12] 90 من أصل 176 (2016)، [13] 75 (2009) [14]
- مؤشر حرية الصحافة ( مراسلون بلا حدود ): 139 (2023)، [15] 134 (2016) [16]
- مؤشر السلام العالمي ( معهد الاقتصاد والسلام ): المرتبة 144 من 163 (2021) [17]

## المجتمع
- مؤشر جودة الحياة ( وحدة الاستخبارات الاقتصادية ): 54 (2005) [18]
- مؤشر الرضا عن الحياة ( جامعة ليستر ): 34 (2006) [19]
- معدل الانتحار: 73
- استهلاك البيرة للفرد: 35 (2004) [20]
- استهلاك القهوة للفرد: 58 (2008) [21]

## التكنولوجيا
- المنظمة العالمية للملكية الفكرية: مؤشر الابتكار العالمي 2024، المرتبة 61 من بين 133 دولة [22]

## السياحة
- تقرير التنافسية في السفر والسياحة ( المنتدى الاقتصادي العالمي ): 58 (2021)، [23] 72 (2009) [24]